# 沙家豪
沙家豪（1959年—），江苏南京人，回族，中华人民共和国政治人物、全国人民代表大会江苏地区代表。
毕业于南京师范大学生命科学院动物学专业，加入中国农工民主党。担任南京医科大学生殖医学国家重点实验室主任。2008年起担任全国人大代表。2013年，被选为全国人大代表。